# Acanthocyclops tenuispinalis
Acanthocyclops tenuispinalis is een eenoogkreeftjessoort uit de familie van de Cyclopidae. De wetenschappelijke naam van de soort is voor het eerst geldig gepubliceerd in 1963 door Shen & Sung.